# Grande Prêmio da Grã-Bretanha de 2015
O Grande Prêmio da Grã-Bretanha de 2015 (formalmente denominado 2015 Formula 1 British Grand Prix) foi uma corrida de Fórmula 1 disputada em 5 de julho de 2015 no Circuito de Silverstone, em Silverstone, Grã-Bretanha. Foi a nona etapa da temporada de 2015.
A Force India estreou nos treinos livres uma nova versão do VJM08 com o bico vazado.
Antes da largada, durante a volta de aquecimento, a Sauber de Felipe Nasr não conseguiu partir e não largou. As Mercedes partiram na primeira fila, porém na primeira curva foram superados pelas Williams, respectivamente de Felipe Massa e Valtteri Bottas. O carro de segurança entrou na pista devido a colisão entre as Lotus de Pastor Maldonado e Romain Grosjean e as McLaren e Jenson Button e Fernando Alonso - apenas este último conseguiu se manter na corrida. Massa liderou a prova até a vigésima volta quando efetuou sua troca de pneus, e Hamilton, que havia parado uma volta antes assumiu a liderança. Bottas, que estava em segundo, se aproximou de Massa com possibilidade de ultrapassa-lo, mas não foi autorizado pela equipe a faze-lo.
A posição do abandono da Toro Rosso de Carlos Sainz Jr. na trigésima terceira volta forçou a entrada em ação do carro de segurança virtual. Na volta 38 a chuva começou e Rosberg, que estava em quarto lugar, ultrapassou Bottas e Massa, passando a diminuir bastante a diferença para o líder. Hamilton faz a troca para pneus intermediários na volta 44, o que foi depois seguido por todos pois a chuva aumentou, o que lhe deu boa vantagem. Já o havia feito Sebastian Vettel, que fazia uma prova de recuperação ao perder posições na largada, e alcançou o terceiro posto, com Rosberg em segundo. Fernando Alonso marcou seu primeiro ponto na temporada.

## Marcas
Duas marcas foram alcançadas nesta corrida por Hamilton: com sua 46ª pole-position, tornou-se o piloto em atividade com maior número de poles, e terceiro da história da Fórmula 1. Com dezoito corridas seguidas lideradas, quebrou a marca que pertencia a Jackie Stewart.

## Pneus
| Nome do composto | Cor | Banda de rolamento | Condições de Tempo | Dry Type                           | Aderência       | Longevidade  |
| ---------------- | --- | ------------------ | ------------------ | ---------------------------------- | --------------- | ------------ |
| Médio            |     | Slick (P Zero)     | Seco               | Medium                             | Médio           | Médio        |
| Duro             |     | Slick (P Zero)     | Seco               | Hard                               | Menos aderência | Mais durável |
| Intermediário    |     | Sulcos (Cinturato) | Molhado            | Intermediate (água não estagnante) | x               | x            |
| Chuva            |     | Sulcos (Cinturato) | Molhado            | Wet (água estagnante)              | x               | x            |

## Resultados

### Treino Classificatório
| Pos.                    | Nº | Piloto           | Construtor             | Q1       | Q2       | Q3       | Grid |
| ----------------------- | -- | ---------------- | ---------------------- | -------- | -------- | -------- | ---- |
| 1                       | 44 | Lewis Hamilton   | Mercedes               | 1:33.796 | 1:33.068 | 1:32.248 | 1    |
| 2                       | 6  | Nico Rosberg     | Mercedes               | 1:33.475 | 1:32.737 | 1:32.361 | 2    |
| 3                       | 19 | Felipe Massa     | Williams-Mercedes      | 1:34.542 | 1:33.707 | 1:33.085 | 3    |
| 4                       | 77 | Valtteri Bottas  | Williams-Mercedes      | 1:34.171 | 1:33.020 | 1:33.149 | 4    |
| 5                       | 7  | Kimi Räikkönen   | Ferrari                | 1:33.426 | 1:33.911 | 1:33.379 | 5    |
| 6                       | 5  | Sebastian Vettel | Ferrari                | 1:33.562 | 1:33.641 | 1:33.547 | 6    |
| 7                       | 26 | Daniil Kvyat     | Red Bull-Renault       | 1:34.422 | 1:33.520 | 1:33.636 | 7    |
| 8                       | 55 | Carlos Sainz Jr. | Toro Rosso-Renault     | 1:34.641 | 1:34.071 | 1:33.649 | 8    |
| 9                       | 27 | Nico Hülkenberg  | Force India-Mercedes   | 1:34.594 | 1:33.693 | 1:33.673 | 9    |
| 10                      | 3  | Daniel Ricciardo | Red Bull-Renault       | 1:34.272 | 1:33.749 | 1:33.943 | 10   |
| 11                      | 11 | Sergio Pérez     | Force India-Mercedes   | 1:34.250 | 1:34.268 |          | 11   |
| 12                      | 8  | Romain Grosjean  | Lotus-Mercedes         | 1:34.646 | 1:34.289 |          | 12   |
| 13                      | 33 | Max Verstappen   | Toro Rosso-Renault     | 1:34.819 | 1:34.502 |          | 13   |
| 14                      | 13 | Pastor Maldonado | Lotus-Mercedes         | 1:34.877 | 1:34.511 |          | 14   |
| 15                      | 9  | Marcus Ericsson  | Sauber-Ferrari         | 1:34.643 | 1:34.868 |          | 15   |
| 16                      | 12 | Felipe Nasr      | Sauber-Ferrari         | 1:34.888 |          |          | 16   |
| 17                      | 14 | Fernando Alonso  | McLaren-Honda          | 1:34.959 |          |          | 17   |
| 18                      | 22 | Jenson Button    | McLaren-Honda          | 1:35.207 |          |          | 18   |
| 19                      | 28 | Will Stevens     | Manor Marussia-Ferrari | 1:37.364 |          |          | 19   |
| 20                      | 98 | Roberto Merhi    | Manor Marussia-Ferrari | 1:39.377 |          |          | 20   |
| Tempo dos 107%:1:39.965 |    |                  |                        |          |          |          |      |
| Fonte:                  |    |                  |                        |          |          |          |      |

### Corrida
| Pos.   | Nu. | Piloto           | Construtor             | Voltas | Tempo/Retirado | Grid | Pontos |
| ------ | --- | ---------------- | ---------------------- | ------ | -------------- | ---- | ------ |
| 1      | 44  | Lewis Hamilton   | Mercedes               | 52     | 1:31:27.729    | 1    | 25     |
| 2      | 6   | Nico Rosberg     | Mercedes               | 52     | +10.956        | 2    | 18     |
| 3      | 5   | Sebastian Vettel | Ferrari                | 52     | +17.573        | 6    | 15     |
| 4      | 19  | Felipe Massa     | Williams-Mercedes      | 52     | +36.839        | 3    | 12     |
| 5      | 77  | Valtteri Bottas  | Williams-Mercedes      | 52     | +1:03.194      | 4    | 10     |
| 6      | 26  | Daniil Kvyat     | Red Bull-Renault       | 52     | +1:03.955      | 7    | 8      |
| 7      | 27  | Nico Hülkenberg  | Force India-Mercedes   | 52     | +1:18.744      | 9    | 6      |
| 8      | 7   | Kimi Räikkönen   | Ferrari                | 51     | +1 volta       | 5    | 4      |
| 9      | 11  | Sergio Pérez     | Force India-Mercedes   | 51     | +1 volta       | 11   | 2      |
| 10     | 14  | Fernando Alonso  | McLaren-Honda          | 51     | +1 volta       | 17   | 1      |
| 11     | 9   | Marcus Ericsson  | Sauber-Ferrari         | 51     | +1 volta       | 15   |        |
| 12     | 98  | Roberto Merhi    | Manor Marussia-Ferrari | 49     | +3 voltas      | 20   |        |
| 13     | 28  | Will Stevens     | Manor Marussia-Ferrari | 49     | +3 voltas      | 19   |        |
| Ret    | 55  | Carlos Sainz Jr. | Toro Rosso-Renault     | 32     | Falha elétrica | 8    |        |
| Ret    | 3   | Daniel Ricciardo | Red Bull-Renault       | 23     | Falha elétrica | 10   |        |
| Ret    | 33  | Max Verstappen   | Toro Rosso-Renault     | 3      | Rodada         | 13   |        |
| Ret    | 13  | Pastor Maldonado | Lotus-Mercedes         | 0      | Colisão        | 14   |        |
| Ret    | 8   | Romain Grosjean  | Lotus-Mercedes         | 0      | Colisão        | 12   |        |
| Ret    | 22  | Jenson Button    | McLaren-Honda          | 0      | Colisão        | 18   |        |
| NL     | 12  | Felipe Nasr      | Sauber-Ferrari         | 0      | Câmbio         | 16   |        |
| Fonte: |     |                  |                        |        |                |      |        |

## Tabela do campeonato após a corrida
Somente as cinco primeiras posições estão incluídas nas tabelas.
| Pos | Piloto           | Pontos | Var |
| --- | ---------------- | ------ | --- |
| 1   | Lewis Hamilton   | 194    | 0   |
| 2   | Nico Rosberg     | 177    | 0   |
| 3   | Sebastian Vettel | 135    | 0   |
| 4   | Valtteri Bottas  | 77     | 1   |
| 5   | Kimi Räikkönen   | 76     | 1   |

| Pos | Construtor           | Pontos | Var |
| --- | -------------------- | ------ | --- |
| 1   | Mercedes             | 371    | 0   |
| 2   | Ferrari              | 211    | 0   |
| 3   | Williams-Mercedes    | 151    | 0   |
| 4   | Red Bull-Renault     | 63     | 0   |
| 5   | Force India-Mercedes | 39     | 0   |